# Josip Ante Soldo
Josip Ante Soldo (Split, 29. lipnja 1922. – Omiš, 31. kolovoza 2005.), bio je hrvatski franjevac i povjesničar.

## Životopis
Studirao je filozofiju i bogoslovlje u Makarskoj i Zagrebu. Zaredio se je za svećenika 1946. godine. Potom je studirao na Filozofskom fakultetu u Zagrebu, gdje je diplomirao povijest. 
Prvo se zaposlio u franjevačkoj gimnaziji u Zagrebu gdje je radio kao profesor, zatim u Franjevačkoj klasičnoj gimnaziji u Sinju u kojoj je radio sve do mirovine. Sinjsko razdoblje je kratko prekinuo radeći u Makarskoj. 
Napisao je mnoštvo knjiga i znanstvenih članaka. Pisao je za časopise Matice hrvatske Hrvatska obzorja, Cetinska vrila i druge, a članci su mu izašli u raznim zbornicima (Znanstveno-stručni skup o životu i djelu don Jose pl. Felicinovića i dr.). Umro je 2005. godine u Omišu, a pokopan je u Sinju.

## Djela
Izbor iz knjiga:
- Agrarni odnosi na otoku Žirju (od XVII do XIX stoljeća)
- Arhiv i knjižnica Franjevačkog samostana u Makarskoj
- Biskupija: u prigodi 50. obljetnice posvete spomen crkve Naše Gospe
- Franjevačka klasična gimnazija u Sinju
- Franjevačka provincija presvetoga Otkupitelja
- Grimanijev zakon
- Kratka povijest šibenske biskupije
- Majka Božja Lurdska u Zagrebu
- Makarski ljetopisi
- Sinjska krajina u 17. i 18. stoljeću
- Tipi iconografici mariani nell’arte croata del XV e XVI secolo
- Visovac
- Zemljoposjed obitelji Lovrić iz Sinja u XVIII st.
- Zlato na grudima Majke: kratka povijest 300 godina štovanja Gospe Sinjske
- Zrinsko-Frankopanska urota: u suvremenim crtežima
- Župa Radobilja

Izbor iz znanstvenih članaka:
- Ante Kostantin Matas i razvoj hrvatske misli u Dalmaciji
- Antun Dragutin Parčić i njegov glagoljski misal
- Fra Pavao Vučković: (1658. – 1735.)
- Neiskorištena hrvatska pobjeda: uz 400. obljetnicu Sisačkog boja
- Pobjeda pravaša u Sinju
- Trojica iz početka hrvatske muzikologije: Ivan Barbić, Antonin Zaninović i Ante Matijević
- Uloga franjevaca Provincije presvetog Otkupitelja u borbama za ponarođivanje općina u Dalmaciji

## Vanjske poveznice
- Matica hrvatska. Sinj - odlazak velikana  Arhivirana inačica izvorne stranice od 30. svibnja 2006. (Wayback Machine)